# Грб Сопота
Грб Сопота је званични симбол београдске општине Сопот. Ова општина користи псеудохералдички амблем, који се у статуту општине назива грбом.

## Блазон
Грб Сопота је статутом општине дефинисан следеће:
| „ | Општина има свој грб. Грб општине је штитастог облика и садржи пет елемената који симболизују најбитније одлике општине Сопот. Централно место заузима споменик борцима Космајско-посавског партизанског одреда на подлози који представља планину Космај. У Подножју споменика уцртан је назубљени метални точак, а испод њега налазе се три храстова листа са два жира. Са обе стране споменика налазе се шљивине гранчице са по два плода. У основи грба уцртана су два класа пшенице између којих је уписано „Градска општина Сопот“. | ” |

### Књиге и чланци
- Ацовић, Драгомир М. (2000). Грбови града Београда. Београд: Српска књижевна задруга.
- Ацовић, Драгомир М. (2008). Хералдика и Срби. Београд: Завод за уџбенике.  152135692
- Перић, Марко (2019). Грбови Београда и београдских општина ; [каталог изложбе]. Београд: Историјски архив Београда, (Београд : Зламен).  281650700

### Правна регулатива
- „Статут градске општине Сопот” (PDF). Службени лист града Београда 45/08. 17. 11. 2008. стр. 53—63.